# Gianni Simioli
Castrese Gianni noto come Gianni Simioli (Napoli, 18 marzo 1964) è un conduttore radiofonico italiano.

## Biografia
È stato Speaker di  Radio Kiss Kiss Italia e altre radio dell Campania, su  Radio Marte, conduce il programma "La Radiazza") inoltre lavora anche per RTL 102.5), è stato VJ a TMC2 negli anni '90 e ha condotto TeleGaribaldi per tre stagioni, tra il 1998 e il 2001. Sua sorella Loredana (1974-2019) è stata attrice di teatro e cabarettista. È ideatore e direttore artistico del "Premio San Gennaro Day", un evento annuale che premia personalità che si sono distinte nella creatività e nell'impegno sociale e civile nell'ambito della città di Napoli.